# Гуляев, Руслан Александрович
Русла́н Алекса́ндрович Гуля́ев (род. 19 января 1982, Пенза) — российский государственный, политический и общественный деятель.

## Биография
Окончил Пензенский государственный педагогический университет им. В.Г. Белинского (2004); аспирантуру Пензенского государственного педагогического университета им. В. Г. Белинского (2006). Кандидат исторических наук.
Член партии «Единая Россия» с 2002 года.
С 2006 года — доцент кафедры политологии Пензенского государственного педагогического университета имени В. Г. Белинского.
В 2007 году стал победителем регионального этапа федеральной программы «Молодой гвардии» «ПолитЗавод» и был включен в список кандидатов в депутаты Государственной Думы от Пензенской области по списку партии «Единая Россия».
Был заместителем начальника Пензенского регионального штаба «Молодой гвардии Единой России» по политическим вопросам, членом и исполняющим обязанности председателя Молодежного парламента при Законодательном Собрании Пензенской области.
Депутат Государственной Думы Федерального Собрания Российской Федерации V созыва с 7 июля 2010 года от Пензенской области (фракция «Единая Россия»). Был членом Комитета Государственной Думы ФС РФ по образованию.
С 22 декабря 2011 года — заместитель Министра образования Пензенской области.